# Mimosaperdopsis apiculata
Mimosaperdopsis apiculata är en skalbaggsart som först beskrevs av Aurivillius 1916.  Mimosaperdopsis apiculata ingår i släktet Mimosaperdopsis och familjen långhorningar. Inga underarter finns listade i Catalogue of Life.